# Pelazoneuron ovatum
Espèce
Pelazoneuron ovatum est une espèce de plantes la famille des Thelypteridaceae. C'est une fougère originaire du Sud est des États-Unis et aux Bahamas. En Géorgie, on la trouve dans la plaine côtière de l'Atlantique. Elle est présente sur les berges des rivières et dans les canyons humides ,,. 

## Liste des variétés
Selon GBIF (27 janvier 2024) :
- Pelazoneuron ovatum var. lindheimeri (C.Chr.) A.R.Sm.
- Pelazoneuron ovatum var. ovatum

## Systématique
Le nom correct complet (avec auteur) de ce taxon est Pelazoneuron ovatum (R.P.St.John) A.R.Sm. & S.E.Fawc..
L'espèce a été initialement classée dans le genre Thelypteris sous le basionyme Thelypteris ovata R.P.St.John.
Pelazoneuron ovatum a pour synonymes :
- Christella ovata (R.P.St.John) Á.Löve & D.Löve
- Cyclosorus ovatus (R.P.St.John) Mazumdar & R.Mukhop.
- Dryopteris normalis var. harperi C.Chr.
- Dryopteris ovata var. harperi (C.Chr.) M.Broun
- Dryopteris ovata (R.P.St.John) M.Broun
- Thelypteris augescens var. lindheimeri (A.Braun ex C.Chr.) R.P.St.John
- Thelypteris normalis var. harperi (C.Chr.) Wherry
- Thelypteris ovata var. harperi (C.Chr.) R.P.St.John
- Thelypteris ovata var. harperi (C.Chr.) R.P.St.John ex Small
- Thelypteris ovata var. ovata
- Thelypteris ovata R.P.St.John